# تپه قلی جان
تپه قلی جان مربوط به دوره اشکانیان - دوره ساسانیان است و در شهرستان کوهدشت، بخش طرهان، دهستان طرهان، جنوب شرق بافت مسکونی روستای قوله واقع شده و این اثر در تاریخ ۲۸ اسفند ۱۳۸۵ با شمارهٔ ثبت ۱۸۳۹۶ به‌عنوان یکی از آثار ملی ایران به ثبت رسیده است.